# Logic (músico)
Sir Robert Bryson Hall II (Gaithersburg, Maryland, Estados Unidos; 22 de enero de 1990), más conocido como Logic es un rapero  y productor discográfico estadounidense. Creció en Gaithersburg, Maryland, Logic expresó un interés en la música desde la adolescencia, y se aventuró en una carrera musical a comienzos de 2009 publicando Logic: The Mixtape bajo el nombre "Psychological", y publicó un mixtape titulado Young, Broke & Infamous en 2010. Mientras no tenía Una casa, Firmó con Visionary Music Group, antes de publicar tres mixtapes más durante tres años.
Su cuarto mixtape, Young Sinatra: Welcome to Forever en 2013, fue publicado recibiendo grandes elogios, y le permitió a Logic asegurar un contrato discográfico con Def Jam Recordings. Después, publicó su álbum de estudio debut titulado Under Pressure en octubre de 2014, el cual debutó en el puesto cuatro en el Billboard 200, recibiendo la certificación de oro por parte de la RIAA y ha vendido más de 171.000 copias.
El segundo The Incredible True Story fue publicado en noviembre de 2015, recibiendo comentarios en su mayoría positivos por parte de la crítica. También fue certificado oro en Estados Unidos, ha vendido más de 185.000 copias. Logic publicó su quinto mixtape Bobby Tarantino, en 2016.
En mayo de 2017, Logic publicó su tercer álbum de estudio Everybody. Su quinto álbum, Everybody debutó en el número uno del Billboard 200 con 247.000 unidades, de las cuales 196.000 fueron ventas del álbum netas. El álbum engendró el primer éxito internacional de Logic, «1-800-273-8255», el cual alcanzó el top cinco en el Billboard Hot 100 y fue certificado doble platino en Estados Unidos.
Logic anunció su retirada musical con su álbum "No Pressure", el cual fue lanzado el 24 de julio del 2020. Explicó que dejaría de hacer música para concentrarse en ser un buen padre.

## Vida y carrera

### 1990–2005: Primeros años
Nació el 22 de enero de 1990 en Gaithersburg, Maryland. Hijo de padre afroamericano, nativo de Maryland y de madre euro-americana. Logic pasó la mayor parte de su juventud en el barrio West Deer Park en Gaithersburg, Maryland. Su madre sufría de adicción a las píldoras y alcohol y su padre sufría de adicción al crack. A pesar de que su padre inicialmente estuvo ausente en su infancia, Logic pudo volver a conectarse con Hall debido a su floreciente carrera en el rap. Durante los primeros años de adolescencia, Logic presenció que sus hermanos producían y distribuían crack a "adictos a lo largo de toda la cuadra", así como también vio a sus hermanos venderle drogas a sus padres. Logic sostiene que sabe con precisión como fabricar y producir crack basado en estas experiencias.

### 2019:SupermarketyConfessions of a Dangerous Mind
A principios de ese año, el rapero lanzó dos canciones no relacionadas con su nuevo álbum, "Keanu Reeves" y "Confessions of a Dangerous Mind". 
A diferencia de la industria del rap tradicional, Logic decidió dar un giro a su nuevo álbum Supermarket al expandir sus habilidades musicales, convirtiendo este álbum de rock alternativo en una nueva expansión de la música rap. Es el primer rapero en convertirse en el autor más vendido del New York Times con su novela Supermarket. El 11 de abril, fue elegido para desempeñar un papel no revelado en el videojuego The Last of Us Parte II y anunció su quinto álbum Confessions of a Dangerous Mind poco después.

## Vida personal
El 22 de octubre de 2015, Logic se casó con Jessica Andrea, una cantante. En marzo de 2018, anunciaron su separación, y firmaron los papeles del divorcio el mes siguiente.
Logic se casó por segunda vez con Brittney Noell, una diseñadora de moda, en septiembre de 2019. Un mes antes, el 19 de agosto de 2019, confirmó que sería padre por primera vez con el lanzamiento de su sencillo "No Pressure". El nacimiento de su hijo Bobby fue confirmado meses después de su casamiento, en julio de 2020. En enero de 2023 se hizo público que sería padre por segunda vez. Su segundo hijo, Leo, nació en julio de 2023.

Suele hacer streams en su canal de Twitch, teniendo un contrato con este ente.

## Discografía
| Álbumes de estudio - 2014: Under Pressure - 2015: The Incredible True Story - 2017: Everybody - 2018: YSIV - 2019: Confessions Of A Dangerous Mind - 2020: No pressure - 2022: Vinyl Days - 2023: College Park - 2024: Ultra 85 | Mixtapes - 2009 Psychological - 2010: Young, Broke & Infamous - 2011: Young Sinatra - 2012: Young Sinatra: Undeniable - 2013: Young Sinatra: Welcome to Forever - 2016: Bobby Tarantino - 2018: Bobby Tarantino II - 2021: Bobby Tarantino III - 2023: Inglorious Basterd |